# مزاجان
مزاجان (مدعاجون) منطقه‌ای است از توابع بخش کوخرد شهرستان بستک در غرب استان هرمزگان در جنوب ایران واقع شده‌است.
این منطقه در جنوب کوخرد و در پشت رودخانه مهران واقع است، منطقه شامل چند نقطه مهم و آباد و زراعتی بوده از زمان قدیم، اهالی کوخرد به ویژه آن‌هایی که در این مناطق نخل و نخلستان داشته‌اند در فصل تابستان وگرما و در موسم خارک و رطب و خرما و بار میوه نخلها، از کوخردکوچ می‌کردند و با خانواده‌هاشان به پشت رودخانه که نخلستان بود می‌رفتند.

## محدوده مزاجان
از شمال رودخانه مهران، از جنوب سد بز و دره دنکو، از مغرب باغ زرد، و از سمت مشرق به بک احمد و بشکرو محدود می‌گردد.

## پشت رودخانه و موسم گرما
در موسم گرما مردم به پشت رودخانه می‌رفتند و در تمام موسم کاملآ در آنجا سپری می‌کردند و بعضی‌ها حتی در زمستان هم در آنجا می‌ماندند، این مناطق عبارت‌اند از: کاد ممدی، نخل مهدلی، یُرد، ترارو، گُلاله، نخل شیخیا (مُؤه شیخیا)، لدخه خاء، مُؤه مُهمَد جعفرآباد، درواه چان، کل کادی، سد جابر، باغ زرد در تابستان در نخلستان‌های باغ زرد عسل به خوبی یافت می‌شود، پشتخه مدی آباد، مزاجان (مدعاجون)، بک احمد، بشکرو، کوه خآب (کوه بل تیر).
مزاجان منطقه‌ای کشاورزی در شرق باغ زرد و در شمال بند تاریخی کوخرد سد بز قرار دارد، بنیادگذار این سد تاریخی حاجی جعفر گَپ نام دارد، حاجی جعفر گَپ، جد سوم دکتر داروساز کوخرد است.
رودخانه مهران از طرف شمال مزاجان قراردارد، در میان رودخانه چند ستون بزرگ و استوار وجود دارد که به نام تِــرنـُـه معروف است، ترنه از سنگ و ساروج ساخته شده‌است، به گفته کارشناسان تاریخ تِرنه به دوره پیش از اسلام برمی گردد، تـرنـه یک بنای بسیار عجیب و دیدنی است به ویژه آن بخش از ستون‌ها که در زیر آب قرار گرفته.
در مزاجان برکه‌ای است به رنگ قرمز که آن را برکه
مدعاجون می‌نامند.

## آثار باستانی
آثار منازل آل ابوبکر و آثار منازل آل جعفر در مزاجان و باغ زرد باقی مانده‌است.
مزاجان در شمال شرقی تنب جلالی و شمال غربی سد بز واقع شده‌است.
دره «دِنَکُو» از طرف جنوب مزاجان واقع شده‌است این دره از کوه پل تیر «کوه خآب» سر چشمه می‌گیرد قسمتی از آب این دره به رودخانه مهران می‌ریزد و قسمت دیگر به سوی نخل‌های مزاجان می‌رود.

## فهرست منابع و مآخذ
- محمدیان، کوخردی، محمد، “ «به یاد کوخرد» “، ج۱. چاپ اول، دبی: سال انتشار ۲۰۰۳ میلادی.
- نگاره‌ها از: محمد محمدیان.
- سلامی، بستکی، احمد.  (بستک در گذرگاه تاریخ)  ج۲ چاپ اول، ۱۳۷۲ خورشیدی.
- عباسی، قلی، مصطفی،  «بستک وجهانگیریه»، چاپ اول، تهران : ناشر: شرکت انتشارات جهان معاصر، سال ۱۳۷۲ خورشیدی.
- بالود، محمد.  (فرهنگ عامه در منطقه بستک)  ناشر همسایه، چاپ زیتون، انتشار سال ۱۳۸۴ خورشیدی.
- الکوخردی، محمد، بن یوسف، (کُوخِرد حَاضِرَة اِسلامِیةَ عَلی ضِفافِ نَهر مِهران Kookherd, an Islamic District on the bank of Mehran River) الطبعة الثالثة، دبی: سنة ۱۹۹۷ للمیلاد.
- بختیاری، سعید، ،  «اتواطلس ایران»  ، “ مؤسسه جغرافیایی وکارتگرافی گیتاشناسی، بهار ۱۳۸۴ خورشیدی.
- محمد، صدیق «تارخ فارس» صفحه‌های (۵۰ ـــ ۵۱ )، چاپ سال ۱۹۹۳ میلادی.
- اطلس گیتاشناسی استان‌های ایران [Atlas Gitashenasi Ostanhai Iran] (Gitashenasi Province Atlas of Iran)
- محمدیان، کوخردی، محمد ،  (شهرستان بستک و بخش کوخرد) ، ج۱. چاپ اول، دبی: سال انتشار ۲۰۰۵ میلادی.